# Schott Music

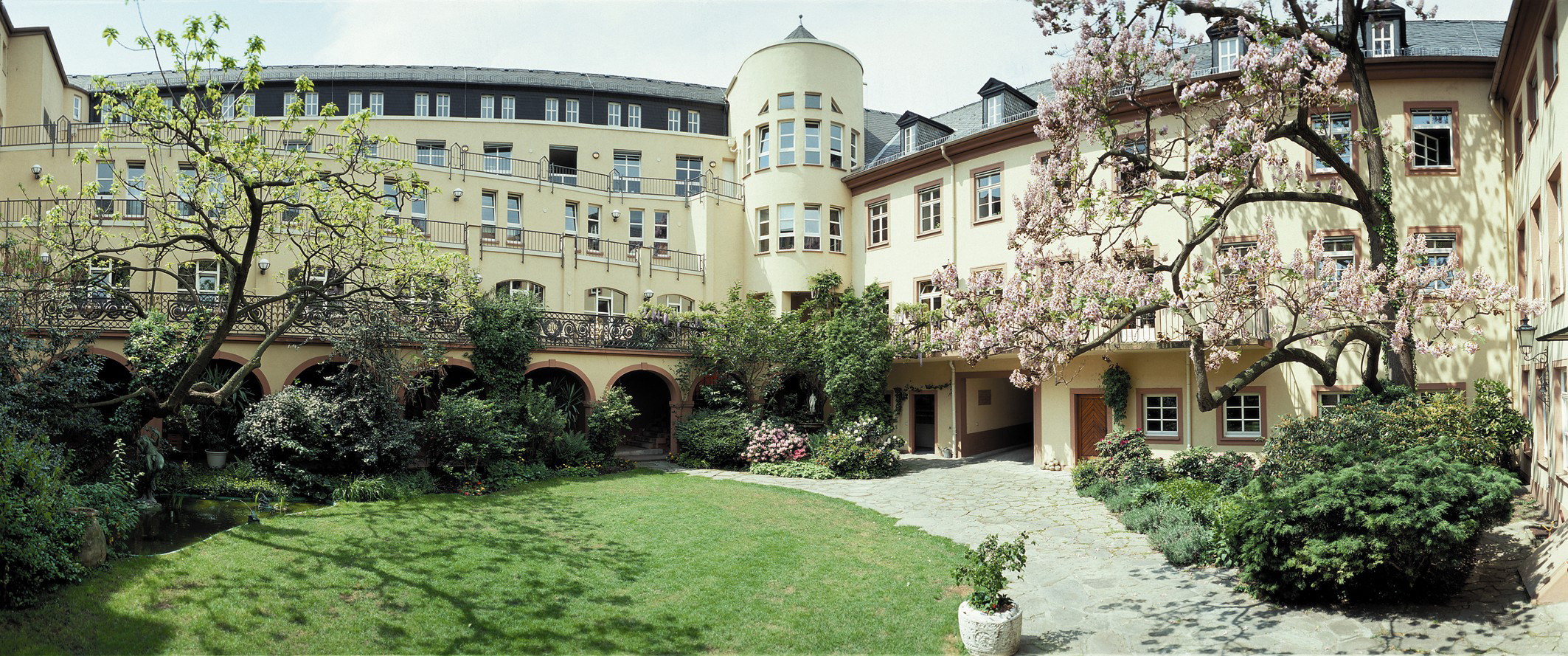
Casa en el Weihergarten

Schott Music o Schott Musik International es una de las editoriales de música más antiguas y prestigiosas de Alemania, dedicada a la publicación de partituras, libros de música y revistas. Esta casa editorial fue fundada el año 1770 por Bernhard Schott (1748-1809) en Maguncia (Mainz), donde aún se ubica la sede central.
A través de esta editorial se publicaron por primera vez versiones impresas de varios compositores clásicos como Mozart ("Don Juan", "El Rapto del Serrallo"), Beethoven y Wagner ("Parsifal"). A partir de esto su fama le ha llevado a editar las obras de muchos otros compositores clásicos del siglo XX. Posee una filial en Estados Unidos llamada Schott Helicon Music Corporation.